# Фёдорова, Светлана Григорьевна
Светлана Григорьевна Фёдорова (19 марта 1929 — 19 февраля 2011) — советский и российский историк, этнограф, архивист. Кандидат исторических наук, профессор. Старший научный сотрудник Института этнологии и антропологии РАН. Видный[кому?] специалист по истории и этнографии народов Русской Америки, автор более тридцати публикаций.

## Биография
Отец — Фёдоров, Григорий Фёдорович (революционер)
В 1970 году защитила кандидатскую диссертацию под руководством известного советского американиста члена-корреспондента АН СССР А. В. Ефимова (1896—1971), а в следующем году опубликовала её в виде монографии «Русское население Аляски и Калифорнии (конец XVIII в.—1867 г.)» (М.: Наука, 1971). Впоследствии эта книга была издана в США.
Затем ею были выпущены в свет два тома архивных документов летописца Русской Америки Кирилла Тимофеевича Хлебникова (первый том совместно с Р. Г. Ляпуновой в 1979 году, второй том — самостоятельно в 1985).
Более двадцати лет проработала в должности старшего научного сотрудника в отделе этнографии народов Америки Института этнологии и антропологии РАН. Проводя исследования во многих архивах СССР и Российской Федерации, в США (Аляска, Калифорния), ввела в научный оборот уникальные материалы. В частности ею были установлены личности и биографии российских мореплавателей, штурманов-однофамильцев Ивана Филипповича Васильева и Ивана Яковлевича Васильева.
Участница отечественных и международных конференций. Во время своих неоднократных поездок на Аляску приобрела много друзей среди зарубежных коллег (Р. А. Пирс, Л. С. Блэк, Р. и Н. Дауэнхауэр и др.).

## Основные труды
- Письмо на моржовом клыке // Ежегодник ГИМ за 1958 г. М., 1960;
- К вопросу о ранних русских поселениях на Аляске // Летопись Севера. М., 1964. Вып. 4;
- Фёдорова С. Г. Русское население Аляски и Калифорнии: (конец XVIII века—1867 г.). — М.: Наука, 1971. — 296 с.
- Этнические процессы в Русской Америке // Национальные процессы в США. М., 1973. С. 158—180;
- The Russian Population in Alaska and California. Late 18th Century — 1867. Kingston; Ontario, 1973;
- Captain Cook and the Russians // Pacific Studies. Laie, Hawaii, 1978. Vol. 2. No 1;
- Фёдорова С. Г. Русская Америка и Тотьма в судьбе Ивана Кускова // Проблемы истории и этнографии Америки: Сборник статей. — М.: Наука, 1979.
- Штурманы Иваны Васильевы и их роль в изучении Аляски (первая половина XIX в.) // Летопись Севера. М., 1979. Т. 9. С. 167—210; 1982. Т. 10;
- Русское наследие в судьбах коренного населения Аляски // Традиционные культуры Северной Сибири и Северной Америки. М., 1981. С. 244—266;
- Семья у русских староверов Аляски // Семья у народов Америки. М., 1991. С. 297—310;
- Коренные американцы и русская православная церковь в Русской Америке (1794—1994) // Научные мосты между Северной Америкой и Российским Дальним Востоком: прошлое, настоящее, будущее: Тезисы докладов Международной конференции. Владивосток, 1994.
- Фёдорова С. Г. Русская Америка: от первых поселений до продажи Аляски. Конец XVIII века — 1867 год. — М.: Ломоносовъ, 2011. — 264 с. — (История. География. Этнография). — 1000 экз. — ISBN 978-5-91678-111-3.